# Жан-Мари, Оливье
Оливье Жан-Мари (фр. Olivier Jean-Marie; 25 апреля 1960, Брюнуа — 13 мая 2021) — французский аниматор, сценарист и режиссёр анимационных фильмов.

## Биография
Жан-Мари учился в парижском колледже искусств, затем работал иллюстратором комиксов. В 1997 году с мультсериала «Инопланетяне» началась его карьера художника-мультипликатора. Успех ему принесла следующая работа — анимационный сериал «Огги и тараканы», транслировавшийся во многих странах. В 2001 году Жан-Мари начал работать над современной адаптацией комиксов о Счастливчике Люке. Сначала он снимал телевизионный сериал, а в 2007 году представил полнометражный анимационный фильм об этом персонаже — «Путешествие на запад». Мультфильм был отмечен Гран-при немецкого фонда помощи детям на 58-м Берлинском международном кинофестивале. В 2013 году Жан-Мари представил свой второй полнометражный мультфильм — «Невероятные приключения кота», являющийся продолжением «Огги и тараканы».

## Фильмография
- 1997—2006 — Инопланетяне (сериал) / Les zinzins de l’espace
- 1998—2018 — Огги и тараканы (сериал) / Oggy et les cafards
- 2001—2003 — Новые приключения Счастливчика Люка (сериал) / Les Nouvelles Aventures de Lucky Luke
- 2007 — Путешествие на запад / Tous à l’Ouest: Une aventure de Lucky Luke
- 2010 — Зиг и Шарко (сериал) / Zig & Sharko
- 2013 — Невероятные приключения кота / Oggy et les cafards